# Yuanjiangita
La yuanjiangita és un mineral de la classe dels elements natius. Rep el seu nom de la seva localitat tipus, el riu Yuan, a la Xina.

## Característiques
La yuanjiangita és un aliatge d'or i estany, de fórmula química AuSn, que va ser aprovada per l'Associació Mineralògica Internacional l'any 1993. Cristal·litza en el sistema hexagonal, formant prismes hexagonals i grans anedrals. La seva duresa a l'escala de Mohs es troba entre 3,5 i 4.
Segons la classificació de Nickel-Strunz, la yuanjiangita pertany a «01.AC - Metalls i aliatges de metalls, família indi-estany» juntament amb els següents minerals: indi, estany, eta-bronze i sorosita, així com d'una altra espècie encara sense nom definitiu.

## Formació i jaciments
Va ser descoberta l'any 1993 als placers del riu Yuan, a Huaihua (Hunan, República Popular de la Xina). També se n'ha trobat al dipòsit d'or, plata i tel·luri de Kochbulak, a la regió del Tashkent (Uzbekistan).